# Cheung Shek Tsui
Cheung Shek Tsui (kinesiska: 長石咀, 长石咀) är en ö i Hongkong (Kina). Den ligger i den norra delen av Hongkong.